# Pauline Bøgelund
Pauline Bøgelund, née le 17 février 1996 à Egedal, est une handballeuse internationale danoise évoluant au poste d'arrière droite. 

## Palmarès

### En club
- vainqueur de la coupe d'Europe des vainqueurs de coupe en 2015 (avec FC Midtjylland)

### En sélection
autres
- vainqueur du championnat du monde junior en 2016
- vainqueur du championnat d'Europe junior en 2015[2]